# Rudum (huyện)
Huyện Rudum là một huyện thuộc tỉnh Shabwah, Yemen. Đến thời điểm năm 2003, huyện này có dân số 23244 người